# Міклош Горті
Мі́клош Го́рті, витязь Надьбанья (угор. Vitéz Nagybányai Horthy Miklós; угорська вимова: [ˈviteːz ˈnɒɟbaːɲɒi ˈhorti ˈmikloːʃ]; англ. Nicholas Horthy; нім. Nikolaus Horthy von Nagybánya; 18 червня 1868, Кендереш, комітат Сольнок, Австро-Угорщина — 9 лютого 1957, Ешторіл, Португалія) — угорський політичний та військовий діяч, регент Угорського королівства (1920—1944), віцеадмірал австро-угорського флоту (1918).

## Життєпис
Нащадок кальвіністської дворянської родини з північної Трансільванії. У 14 років вступив до військово-морської академії у Фіуме (Рієці), багато років служби присвятив імператорському та королівському флоту.
1909–1914 роки — морський ад'ютант імператора Франца-Йосифа I.
Під час Першої світової війни 1914–1918 років брав участь у бойових діях, виявив себе здібним командиром у війні в Адріатиці.
14 травня 1917 р. командував австро-угорським флотом у битві при Отранто, де завдав поразки франко-італо-британській ескадрі.
З травня 1917 року — адмірал.
З січня 1918 р. — головнокомандувач австро-угорського флоту.

### Правитель Угорщини

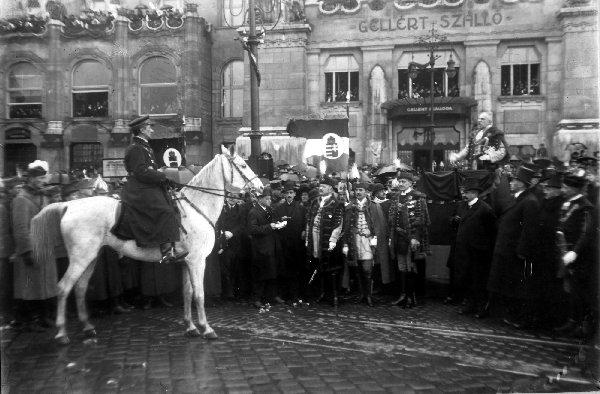
Міклош Горті в'їжджає в Будапешт у 1919 році

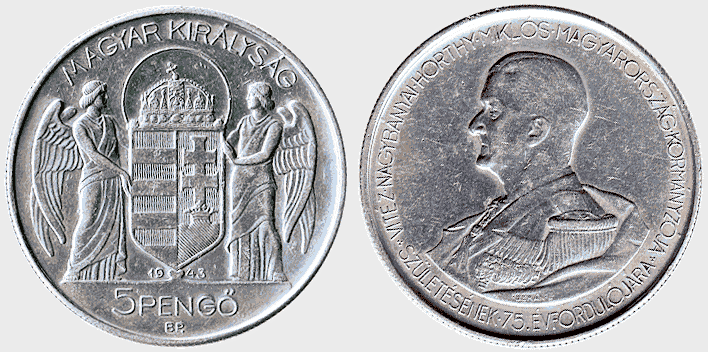
Міклош Горті на угорській монеті 1943 р.

Після встановлення в Угорщині комуністичної диктатури Бели Куна у травні 1919 року в Сегеді створив альтернативний уряд та організував, за підтримки Франції, контрреволюційну Національну армію.
16 листопада 1919 р. війська Горті здобули Будапешт. Міклош в'їхав у місто на білому коні на знак перемоги в громадянській війні.
У січні 1920 року — обраний членом угорського парламенту, який 1 січня проголосив Угорщину монархією. Горті призначено регентом з фактично необмеженою владою при королі Карлі.
З березня 1920 року — Глава Угорського королівства. Установив у країні авторитарно-консервативний режим, що вступив у союз з нацистською Німеччиною. У 1920—1930 роках зовнішньополітичний курс Горті спрямований на зближення з Італією та Німеччиною. За Горті в Угорщині ухвалили закони, які обмежували права євреїв, але в цілому вдалося захищати єврейську спільноту від геноциду.
15 березня 1939 р. за наказом Горті угорські війська окупували державу Карпатська Україна.
Протягом Другої світової війни стійко тримався союзу з Німеччиною, відправляв війська на Східний фронт. Але з наближенням сталінських військ до Будапешта намагався укласти сепаратний мир із державами-переможцями коаліції (подібно до того, як це зробили керівники Фінляндії та Румунії), але ці спроби були зірвані німцями, а самого Горті усунули з посади. З 16 жовтня 1944 р. перебував у Берліні під домашнім арештом.
4 травня 1945 р. у Тіролі здався американським військам. 1946 року виступав на Нюрнберзькому процесі як свідок, але самого до відповідальності притягнуто не було.  Союзницьке командування не розглядало Горті як військового злочинця і дозволило йому оселитися у Західній Європі. На запрошення португальського диктатора Антоніу Салазара Горті з родиною з 1949 р. оселився у місті Ешторіл (Португалія), де помер у похилому віці, встиг написати об'ємні мемуари.

### Останні роки
1956 року вийшли друком його мемуари.
Похований в Ешторілі (Португалія).
1993 року перепохований в Угорщині, в його рідному місті Кендереш.

## Нагороди

### Австро-Угорщина
- Ювілейна пам'ятна медаль 1898
- Ювілейний хрест
- Пам'ятний хрест 1912/13
- Медаль «За військові заслуги» (Австро-Угорщина)
  - бронзова
  - бронзова з мечами
- Орден Леопольда (Австрія), лицарський хрест з військовою відзнакою
- Орден Залізної Корони
  - 3-го класу з військовою відзнакою
  - 3-го класу з військовою відзнакою і мечами
- Хрест «За військові заслуги» (Австро-Угорщина)
  - 2-го класу з військовою відзнакою
  - 1-го класу з військовою відзнакою і мечами
- Пам'ятна відзнака Франца Йозефа 1-го класу
- Військовий Хрест Карла
- Медаль «За поранення» (Австро-Угорщина)
- Військовий орден Марії Терезії
  - Лицар
  - Кавалер Великого хреста
- Відзнака «За 25 років служби»

### Чорногорія
- Орден князя Данила I 2-го класу
- Ювілейна медаль 1908

### Пруссія
- Залізний хрест 2-го і 1-го класу
- Орден Червоного орла 2-го класу з мечами
- Орден Корони (Пруссія) 3-го класу
- Орден Святого Йоанна (Бранденбург), лицар справедливості
- Хрест «За вислугу років» (Пруссія)

### Османська імперія
- Галліполійська зірка
- Медаль «Імтияз»
- Орден «Османіє» 2-го ступеня

### Угорщина
- Пам'ятна військова медаль (Угорщина)
- Королівський угорський орден Святого Стефана, великий хрест
- Орден Заслуг (Угорщина), кавалер Великого хреста особливого ступеня з короною Святого Іштвана і нагрудною зіркою з діамантами
- Почесний знак Угорського Червоного Хреста із зіркою
- Медаль «За військові заслуги» (Угорщина)
  - бронзова
  - бронзова з мечами
- Хрест «За вислугу років» (Угорщина) 3-го, 2-го і 1-го класу (50 років)
- Орден Витязя

### Австрія
- Пам'ятна військова медаль (Австрія) з мечами
- Орден Заслуг (Австрія), велика зірка

### Ватикан
- Орден Золотої шпори
- Єрусалимський Орден Святого Гробу Господнього, великий хрест

### Болгарія
- Орден «Святі Рівноапостольні Кирило та Мефодій»
- Медаль за участь у Європейській війні (1915—1918) з мечами

### Естонія
- Орден Білої зірки з ланцюгом
- Хрест Свободи (Естонія)
- Орден Орлиного хреста 1-го класу
- Орден Естонського Червоного Хреста 1-го класу

### Італія
- Вищий орден Святого Благовіщення
- Орден Святих Маврикія та Лазаря, великий хрест
- Орден Корони Італії
  - великий хрест
  - великий офіцерський хрест

### Третій Рейх
- Почесний хрест ветерана війни з мечами
- Великий хрест ордена Німецького Орла в золоті
- Застібка до Залізного хреста 2-го і 1-го класу
- Лицарський хрест Залізного хреста (10 вересня 1941)
- Фотографія рейхсмаршала Германа Герінга в срібній рамці (12 квітня 1942)

### Фінляндія
- Орден Білої троянди (Фінляндія), великий хрест
- Пам'ятна медаль Зимової війни

### Нагороди інших країн

Герб Горті як кавалера ордена Карлоса III.

- Суверен 1-го класу (Мальтійський орден)
- Орден Святого Михайла (Баварія) 2-го класу
- Орден Слона (Данія)
- Орден хризантеми (Японія)
- Орден Серафимів (Швеція)
- Орден Карлоса III, великий хрест і ланцюг (Іспанія)
- Орден Білого Орла (Польща)
- Орден Вірності (Албанія), великий хрест
- Орден Леопольда I, великий ланцюг (Бельгія)
- Орден Корони короля Звоніміра, великий хрест (Незалежна Держава Хорватія)
- Орден Мухаммеда Алі, великий хрест (Єгипет)
- Орден Спасителя, великий хрест (Греція)
- Орден Трьох Зірок, великий хрест з ланцюгом (Латвія)
- Орден Святого Олафа, великий хрест (Норвегія)
- Орден Білого Слона, великий хрест (Таїланд)
- Орден Зірки Карагеоргія, великий хрест (Сербія)
- Орден Заслуг (Чилі), великий хрест з ланцюгом

## Нотатки
1. ↑  "Vitéz" відноситься до угорського лицарського ордену, заснованого Міклошем Горті ("Vitézi Rend"); дослівно, "vitéz" означає "лицар" або "доблесний".